# Parapeytoia
Parapeytoia är ett utdött djursläkte som levde under kambrium för cirka 515 miljoner år sedan. Parapeytoia såg ut som en korsning mellan en räka och en trilobit och liknade andra samtida livsformer med namnen Amplectobelua, Anomalocaris och Laggania.
Den enda kända arten är Parapeytoia yunnanensis.